# ČD
ČD (České dráhy) este o societate feroviară de transport călători din Cehia.